# Palazzo di Gio Battista Grimaldi (Piazza San Luca)

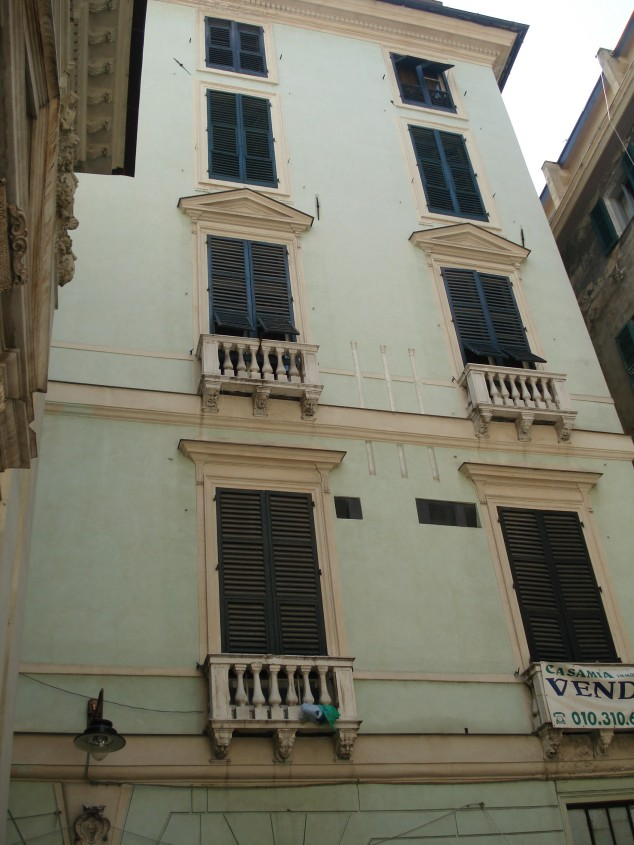
Ansicht von der Piazza S. Luca

Der Palazzo di Gio Battista Grimaldi ist ein Stadtpalast in Genua, der Teil des Welterbes der UNESCO „Genoa: Le Strade Nuove and the system of the Palazzi dei Rolli“ (deutsch: Genua: Le Strade Nuove und die Palazzi dei Rolli) ist. Das Gebäude liegt an der Piazza S. Luca 2.

## Geschichte
Nachdem ein über hundert Jahre andauernder Konflikt zwischen den Familien Grimaldi (Welfen) und Spinola (Ghibellinen) um das Gebiet, auf dem sich heute die Piazza S. Luca und deren Randbebauung befindet, beigelegt wurde, konnte das Areal ab 1332 bebaut und der Platz angelegt werden. 1414 gehörte das Grundstück der heutigen Piazza S. Luca 2 einem Spinola und war bebaut. Im 16. Jahrhundert ging das Gebäude an Giovanni Battista Grimaldi über, der den heutigen Palazzo errichtete, wobei er ältere Bauteile einbezog und dem Palast sein heutiges Aussehen gab.
Als einer der Palazzi dei Rolli war er in den Rolli von 1576 bis 1614 eingetragen. Nach deren Klassifizierung, den „bussoli“, wurde er im Laufe der Zeit unterschiedlich eingestuft (zu den Einzelheiten dieser Eintragungen vergleiche hier).
In den folgenden Jahrhunderten wechselten die Eigentümer noch mehrfach. Als das Gebäude Ende des 19. Jahrhunderts renoviert wurde, ging auch viel der historischen Substanz verloren.

## Gebäude
Der Palazzo di Gio Battista Grimaldi ist ein typischer Adelspalast aus dem 16. Jahrhundert, der mit Teilen eines mittelalterlichen Bauwerks errichtet wurde. Reste dieses Vorgängergebäudes sind auf der Rückseite sichtbar, unter anderem ein heute nicht mehr genutztes Portal.
Die Fassade zum Platz ist durch niedrige Balkone und Masken sowie durch das schlichte Portal aus dem 17. Jahrhundert mit der Inschrift „PARVO BENE“ gestaltet. Auf Höhe des zweiten Stocks sind drei korinthische Säulen teilweise eingemauert.
Im Inneren steigt die Treppe aus einer Loggia, parallel zur Hauptfassade gelegen, bis zum dritten Stockwerk auf.